# الحافه العليا (فرع العدين)

تعديل مصدري - تعديل

الحافه العليا محلة تابعة لقرية القليعا، التابعة لعزلة الاخماس بمديرية فرع العدين إحدى مديريات محافظة إب في الجمهورية اليمنية، بلغ تعداد سكانها 70 حسب تعداد اليمن لعام 2004.